# 대구 파계사 신중도 및 복장유물 일괄
대구 파계사 신중도 및 복장유물 일괄(大邱 把溪寺 神衆圖 및 腹藏遺物 一括)은 대한민국 대구광역시 동구 중대동 파계사에 있는 조선시대의 신중도 및 복장유물 일괄이다. 2015년 5월 11일 대구광역시의 문화재자료 제53호로 지정되었다.

## 개요
파계사에 소장된 이 탱화는 파계사 아미타삼존도와 마찬가지로 화면 하단에 화기를 남기고 있어 1824년 관보(琯普), 체균(体均), 금겸(錦謙), 두천(斗天)에 의해 제작되었음을 알 수 있다. 이 중 특히 관보와 체균은 19세기 전반 영남지방에서 활약했던 화승이다. 이 작품은 화면 전체에 오염이 심하며 언젠가 개채(改彩)의 흔적도 있어 원래의 모습에서 다소 변형되었지만, 화기뿐만 아니라 발원문을 비롯한 복장품이 잘 갖추어져 있고, 전체적으로 19세기 전반 불화의 특징을 잘 보여주고 있다.

## 참고 문헌
- 대구 파계사 신중도 및 복장유물 일괄 - 국가유산청 국가유산포털